# Про это самое
«Про это самое» — российский комедийный телесериал, премьера которого состоялась в 2025 году на ТНТ. Проект был создан сценаристами и продюсерами NORM production по заказу Comedy Club Production.

## Сюжет
Молодой врач Митя, выпускник медицинского университета в Санкт-Петербурге, возвращается в родное село, где его с нетерпением ждут местные жители — все надеются, что он станет спасением для местной больницы. Однако вскоре выясняется, что Митя вовсе не хирург и не кардиолог, а психиатр и сексолог.
Общество, не готовое к откровенным разговорам о сексуальности, встречает его с насмешками и недоверием. Односельчане прозвали его «писькиным доктором», а отец выражает разочарование в выборе сына. Несмотря на давление, Митя решает остаться и в тайне заниматься сексуальным просвещением жителей деревни, потому что оказалось, что на самом деле они в нем нуждаются.

## В ролях
- Денис Власенко — Митя, молодой врач-сексолог
- Александр Ильин — отец Мити, глава сельсовета
- Валерия Репина — Полина, школьная любовь Мити
- Олег Гаас — муж Полины
- Инга Оболдина — мать Мити
- Игорь Гаспарян — Ашот, шеф-повар пиццерии

## Производство
- Режиссёр: Евгений Абызов
- Сценаристы: Максим Вахитов, Юлия Галиченко
- Продюсеры: Тина Канделаки, Марина Разумова, Борис Ханчалян, Сергей Косинский, Вячеслав Дусмухаметов, Андрей Левин, Роман Новиков, Семён Щербович-Вечер, Ирина Венедиктова, Максим Вахитов, Юлия Галиченко
- Производственная компания: NORM production по заказу Comedy Club Production
- Телеканал: ТНТ
- Премьера: 14 апреля 2025 года

## Особенности
Темы для серий были взяты сценаристами из реальных вопросов посетителей форумов о сексе. Но в то же время «Про это самое» — это сериал не только про секс. Это история про отношения, уважение друг к другу, семейные ценности, любовь и психологию. А также про разрушение мифов и суеверий.

## Критика
Сериал вызвал активные обсуждения в социальных сетях: часть зрителей оценила проект за смелость и актуальность тематики, другая часть сочла его провокационным и неуместным. Критики отмечают баланс между комедийной формой и социальным посланием сериала. Некоторые критики сравнивают сериал «Про это самое» с британским сериалом «Sex Education» от Netflix.